# Tra mezzanotte e l'alba
Tra mezzanotte e l'alba (Between Midnight and Dawn) è un film del 1950 diretto da Gordon Douglas.

## Trama
I poliziotti Rocky Barnes e Dan Purvis pattugliano le strade della città, affrontando quotidianamente il crimine. Dan è sulle tracce del pericoloso gangster Ritchie Garris ma nessuno osa testimoniare contro di lui. Nel frattempo, Rocky è incuriosito dalla voce che sente ogni notte alla radio di servizio: appartiene a Katherine Mallory, la segretaria del loro capitano. Rocky e Dan decidono di portarla fuori una sera e finiscono nel nightclub di Garris, dove notano la presenza di Leo Cusick, un boss proveniente dalla costa orientale. Temendo una guerra tra bande, i due agenti intensificano i controlli. Katherine, pur attratta da Rocky, rifiuta di avere una relazione con un poliziotto, temendo di rivivere il destino della madre, rimasta vedova in giovane età. Tuttavia, la donna cambia idea quando la madre stessa decide di affittare loro un appartamento vicino. Nel frattempo, Cusick espande i suoi traffici illegali e, quando un uomo viene ucciso nei pressi del suo ufficio, Rocky e Dan sono i primi a intervenire. Le indagini li conducono rapidamente a Garris e al suo complice Joe Quist. Katherine segue con apprensione gli eventi attraverso la radio della polizia. L’arresto di Garris porta alla sua condanna per omicidio ma l’uomo giura vendetta in aula. Dopo qualche tempo, Garris riesce a evadere e la situazione precipita. Rocky viene ucciso, lasciando Dan sconvolto e assetato di giustizia. Per rintracciare il fuggitivo, Dan si avvicina a Terry Romaine, ex amante di Garris, che ora vuole allontanarsi da lui. Tuttavia, il criminale non è disposto a lasciarla andare e prende in ostaggio la piccola Kathy. Mentre la polizia circonda l’edificio, la tensione sale e lo scontro finale si avvicina, portando Dan a mettere in discussione il proprio cinismo e le sue convinzioni sul destino delle persone.